# André Mensert Spaanderman
André Pieter Mensert Spaanderman (Katwijk, 10 oktober 1924) is een Nederlands voormalig politiefunctionaris en kortstondig politicus.
Hij doorliep de Kweekschool voor de Zeevaart in Amsterdam. Spaanderman studeerde rechten en was officier bij de Rijkspolitie. Vanaf 1964 was hij werkzaam bij de Rijkspolitie te Water in Amsterdam. In 1966 werd hij districtscommandant in Vlaardingen en rond 1970 van het district Dordrecht. Van 11 mei tot 7 juli 1971 was hij namens DS '70 lid van de Tweede Kamer maar keerde terug naar zijn functie bij de waterpolitie. Hij was in 1975 lid van het hoofdbestuur van DS '70 en trad toen samen met vier andere bestuursleden en vier Tweede Kamerleden af en verliet de partij vanwege onvrede over de koers onder leiding van Willem Drees jr.. In oktober 1983 nam hij afscheid als districtscommandant van de waterpolitie in Dordrecht en vervulde tot aan zijn pensionering een juridische functie op het ministerie van justitie.
Tijdens de Tweede Wereldoorlog verbleef zijn vader als gezagvoerder bij de Stoomvaart-Maatschappij Nederland op zee. Zijn moeder kreeg toen ondersteuning vanuit de Zeemanspot. In de jaren 90 bracht Mensert Spaanderman de rol van de koopvaardij en de positie van achtergebleven gezinsleden in de Tweede Wereldoorlog opnieuw onder de aandacht.
- Parlement.com: vg09llhkksy2